# Lichida
Lichida ist eine von neun Ordnungen der Trilobiten und zählt mit zu den wichtigsten Leitfossilien des Paläozoikums. Sie waren marine, benthische Lebewesen und existierten ungefähr vom Ende des Kambriums bis zum Kellwasser-Ereignis vor ca. 372 Ma (Oberdevon). Ein typisches Merkmal war ihr zumeist gestacheltes, (dicht granuliertes oder tuberkuliertes) Exoskelett. Die Ordnung ist in vier Familien unterteilt.

## Beschreibung
Heutzutage findet man fossile Trilobiten der Ordnung Lichida global verbreitet, unter anderem in Nordamerika (Kanada, den USA) und Europa (Tschechien, Schweden, Frankreich etc.)  Lichida gehörten mit zu den größten Trilobiten. Die Gattung Uralichas bspw. erreichte teilweise eine Größe von  bis zu 37,5 cm.
Sie besitzen einen relativ flachen Körperbau und normalerweise 8–13 Brustsegmente. Ihr Exoskelett hat oft eine körnige Textur oder weist warzen-/ stachelartige Höcker auf. Einige Arten sind außergewöhnlich stachelig und haben stachelige Brustsegmente (Pleuren), die so lang oder länger als der gesamte Körper (Cephalon bis Pygidium) sind. Die Pygidien haben eine blattartige Form und enden typischerweise ebenfalls in Stacheln.

## Merkmale
Typische Merkmale für die Ordnung Lichida:
Cephalon:
- ophistophare Gesichtsnähte: endet an der Hinterkante des Kopfschildes

- breite, halbrechteckige Glabella mit meist 4 Furchen

- Augen vorhanden (holocroal, gewöhnlich nicht groß)

- Hypostom conterminant

Thorax:
- meist 8–13 Segmente, zugespitzte Enden, manchmal mit langen Stacheln (Odontopleuroidea)[3]

Pygidium:
- meist genauso groß oder größer, eher länger als breit

- mit drei gefurchten Pleurenpaaren, die in Spitzen auslaufen

## Systematik
Die Ordnung Lichida gehörte dem Stamm der Gliederfüßer (Arthropoda) und wiederum dem Unterstamm der Mandibulata an. Sie ist in drei Superfamilien und vier Familien aufgeteilt. Diese sind Lichoidea mit den Familien Lichidae und Lichakephalidae, die Dameselloidea mit Damesellidae als Familie und die Odontopleuroidea mit der Familie Odontopleuroidae. In manchen Quellen wird noch eine fünfte Familie genannt, die Selenopeltidae.
Laut der Global Biodiversity Information Facility (GBIF) enthält die Familie Lichidae 51 Gattungen mit 262 Arten und die Familie Lichakephalidae 9 Gattungen mit 17 Arten. Die Familie Odontopleuridae enthält 23 Gattungen mit 87 Arten. Des Weiteren gibt es 21 Gattungen mit 68 Arten in der Familie Damesellidae.
- Überfamilie: Lichoidea
  - Familie: Lichidae
  - Familie: Lichakephalidae
- Überfamilie: Odontopleuroidea
  - Odontopleuridae
  - (Selenopeltidae)
- Überfamilie: Dameselliodea
  - Damesellidae

## Forschungsgeschichte
Trilobiten waren im Devon wichtige Leitfossilien und bekannt seit den berühmten Werken von L.G. de Koninck und J. Gosselet. Benedikt Magrean & Peter Thagon beschreiben drei wichtige Artenfunde aus der Familie Lichidae und Odontopleuroidae in den Ardennen. Dieses Mittelgebirge im südöstlichen Teil von Belgien lag zur Zeit des Devons am nördlichen Rand des Rhenoherzynischen Beckens. In der Stufe des Eifeliums erreichte die Trilobitenfauna ihren Höchststand, bevor viele Ordnungen und Gattungen am Ende des Devons wieder ausstarben.
Koneprusia sp. (sensu van Viersen 2008, Fundort: Vireux-Molhain, belgisch-französische Grenze) und Koneprusia maillieuxi (Magrean, 2006, Fundort: Rochefort, Ardennen) wurden in der Jemelle-Formation entdeckt. Die Arten Radiaspis comes (Basse, 1998, Fundort: Ardennen) und Radiaspis radiata (Goldfuß, 1843, Fundort: Ardennen u. Eifel) wurden aus der Jemelle-Formation nachgewiesen. 1998 wurde von Basse die Gattung Ohleum beschrieben, welche durch den Fund der Art Ohleum cf. eurydice in der Ohle-Formation bei Gummersbach und bei Endorf bestätigt wurde.